# Куки (Венеција)
Куки (итал. Cuchi) је насеље у Италији у округу Венеција, региону Венето.
Према процени из 2011. у насељу је живело 117 становника. Насеље се налази на надморској висини од 10 м.